# Honrubia (kommunhuvudort)
Honrubia är en kommunhuvudort i Spanien.   Den ligger i provinsen Provincia de Cuenca och regionen Kastilien-La Mancha, i den centrala delen av landet, 150 km sydost om huvudstaden Madrid. Honrubia ligger 817 meter över havet och antalet invånare är 1 651.
Terrängen runt Honrubia är platt. Runt Honrubia är det mycket glesbefolkat, med 7 invånare per kvadratkilometer. Honrubia är det största samhället i trakten. Trakten runt Honrubia består till största delen av jordbruksmark.